# Bajoterra: La hora de Babosa-Fu
Bajoterra: La hora del Babosa Fu es una película canadiense de 2015 producida por Nerd Corps Entertainment. Fue estrenada internacionalmente el 10 de febrero de 2015. La película está basada en la serie de televisión Bajoterra y es la tercera película de la misma. Cronológicamente su historia se desarrolla después de la segunda película de la serie.

## Sinopsis
Eli ha adquirido las babosas elementales, pero son extremadamente poderosas y temperamentales, por lo que él no puede controlarlas. Junjie decide enseñarle a Eli el arte del Slug Fu, con el cual puede controlar a sus babosas en batalla, para ello los dos se retiran a una caverna abandonada a entrenar mientras dejan las elementales al cuidado de sus amigos, pero estas escapan y deben recuperarlas antes de que Eli termine su entrenamiento.